# Colline du Castéou
La colline du Castéou est une montagne du sud du Var, située sur le territoire de la commune d'Hyères et appartenant au massif des Maurettes.

## Géographie

### Géologie
Tout comme l'ensemble du massif, cette colline est constituée de roches métamorphiques comme le micaschiste.

### Panorama
Du sommet de la colline, par beau temps, on peut apercevoir les Alpes, ainsi que le fort de Brégançon.

## Activités et implantation humaines
La colline du Castéou étant située au-dessus de la vieille-ville d'Hyères, elle est très urbanisée, des habitations, dont la villa Noailles, y étant construites.
De plus, elle abrite également deux jardins, labellisés jardins remarquables, le parc Saint-Bernard, en dessous de la villa Noailles et le parc Sainte-Claire, avec son castel.
Enfin, en son sommet, on trouve les ruines du château d'Hyères, ancien château médiéval.